# Várzea do Soajo
Várzea do Soajo é uma aldeia portuguesa da Freguesia de Soajo, Município de Arcos de Valdevez, que ficou praticamente toda coberta pelas águas, em 1992, com a entrada em funcionamento da Barragem do Alto-Lindoso

## Enquadramento Natural
Aldeia serrana de natureza agro-pastoril, situa-se na margem direita do Rio Castro Laboreiro, afluente do Rio Lima, cuja margem esquerda pertence ao domínio espanhol. Nas várzeas, de reduzidas dimensões, eram cultivados o centeio e milho para consumo local, num sistema de colaboração de tipo comunitário agro-pastoril. A pastorícia era feita em locais como o Cabeço da Pedrada, Outeiro Maior, Fonte Furcada, Corga e Chã do Boi.

## Enquadramento populacional
A situação geográfica da aldeia constituiu durante muitos anos um difícil obstáculo à comunicação. O caminho para se chegar à sede da freguesia, Soajo, ou ao centro do concelho, Arcos de Valdevez, tinha de se fazer a pé. A partir de 1960, surgiu a primeira estrada florestal, que por um circuito de 25 Km que passava por Adrão, que ligava a aldeia a Soajo. A partir de 1982 o trajecto foi encurtado com a estrada municipal que liga Cunhas a Soajo.
Antes de haver estrada, a população só se deslocava a Soajo pela época das grandes feiras, para vender, comprar ou trocar produtos. Se um doente precisasse de médico e não pudesse caminhar, teria de ser levado de padiola até Soajo. E só a partir daí poderia ser transportado de automóvel até à vila de Arcos de Valdevez.